# Théâtre d'Orléans
Le théâtre d'Orléans est un complexe de salles de spectacle situé à Orléans, dans le département du Loiret en région Centre-Val de Loire.
Le site a porté le nom de Carré Saint-Vincent.
De 1792 à 1963, le théâtre d'Orléans est hébergé dans l'ancienne église Saint-Michel transformée selon les plans de l'architecte Benoît Lebrun.

## Géographie
Le théâtre est situé à l'angle des boulevards Pierre-Ségelle (route départementale 97) et Aristide-Briand.
Le site est desservi par les autobus du réseau de transports de l'agglomération orléanaise ; par ailleurs, il est situé à 400 m de la station Halmagrand de la ligne B du tramway d'Orléans et 1 km des gares routière et ferroviaire d'Orléans.

## Histoire

### Époque moderne
Avant la mise en place d'un théâtre à Orléans, l'activité théâtrale se déroule dans plusieurs lieux de la ville. Des représentations se tiennent au XVIIe siècle notamment dans des salles rectangulaires destinées au jeu de paume, le jeu de Paume de la Poule dans la rue d'Escures ou le jeu de paume de la Perle dans la rue du Colombier ; dans l'hôtel de la Monnaie. Pendant la Révolution de 1789, des représentations eurent lieu dans l'église Saint-Pierre-Lentin, désaffectée depuis 1791.

### Époque contemporaine

#### Théâtre de Lebrun puis municipal

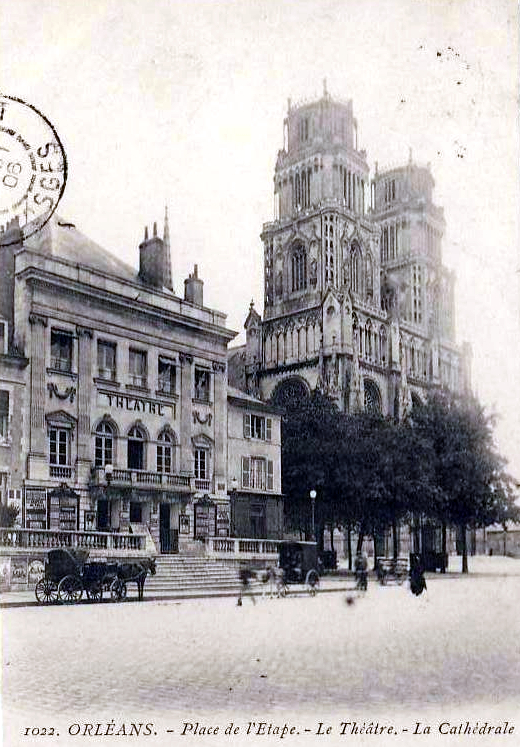
Carte postale ancienne représentant l'ancien théâtre d'Orléans et la cathédrale Sainte-Croix sur la place de l'étape

À la suite d'un décret voté en janvier 1791, le nombre de paroisses orléanaises passe de 25 à 6. Plusieurs édifices religieux sont vendues à des propriétaires privés. L'église Saint-Michel est acquise par l'architecte Benoît Lebrun le 30 juillet 1792 puis transformée en salle de spectacle.
Benoît Lebrun reste propriétaire du théâtre de la place de l’Étape jusqu'à la fin de la Révolution française, au cours du Premier Empire, de la Première Restauration et au début de la Seconde Restauration, durant laquelle il meurt le 29 septembre 1819. Sa fille hérite du théâtre et en reste propriétaire jusqu'au 2 juin 1851. Sous le mandat de Louis Henri Hippolyte Lacave, la municipalité d'Orléans exproprie la propriétaire pour acquérir le théâtre pour 150 000 francs par le biais d'un décret du Président de la République du 1er avril 1851.
De 1844 à 1858, le théâtre de la place de l’Étape est dirigé par Alfred Harmant. Le comédien Alphonse Duprez (pseudonyme d’Audevaux) en assure la direction de 1875 à 1891.
Le théâtre n'est pas touché par les bombardements de la ville durant la Seconde Guerre mondiale.
La municipalité d'Orléans décide de construire un nouveau théâtre le 29 mars 1963 ; l'avant-projet du scénographe et architecte Pierre Sonrel associé à l'architecte Jean Duthilleul, comportant un théâtre et une maison de la culture, est adopté le 26 juillet 1968 sous le mandat de Roger Secrétain. Son nouvel emplacement est acté le 28 avril 1972. Le permis de construire est délivré le 9 avril 1973 et la pose de la première pierre le 2 mai 1973 sous le mandat de René Thinat.
Le nouveau théâtre du Carré-Saint-Vincent de deux salles (Antoine-Vitez et Touchard) et la maison de la culture sont inaugurés le 7 février 1975 par Michel Guy, le secrétaire d’État à la Culture du gouvernement de Jacques Chirac. Le coût des travaux du complexe s'élève à 22 000 000 francs. Quelques jours plus tard, la première représentation met en scène une pièce de Jean Anouilh, Le voyageur sans bagage.
Le permis de démolir le théâtre aménagé dans l'ancienne église Saint-Michel est délivré le 7 mai 1979 sous le mandat de Gaston Galloux. L’œuvre d'Hippolyte Lazerges décorant le plafond est transférée au musée des Beaux-Arts d'Orléans. Un nouveau bâtiment est construit pour accueillir une annexe de la mairie, sa façade est une reconstitution à l'identique de celle de l'ancien théâtre.
Une troisième salle (Jean-Louis-Barrault) est construite au théâtre du Carré-Saint-Vincent selon les plans de l'architecte François Deslaugiers en 1994.

#### Autres théâtres

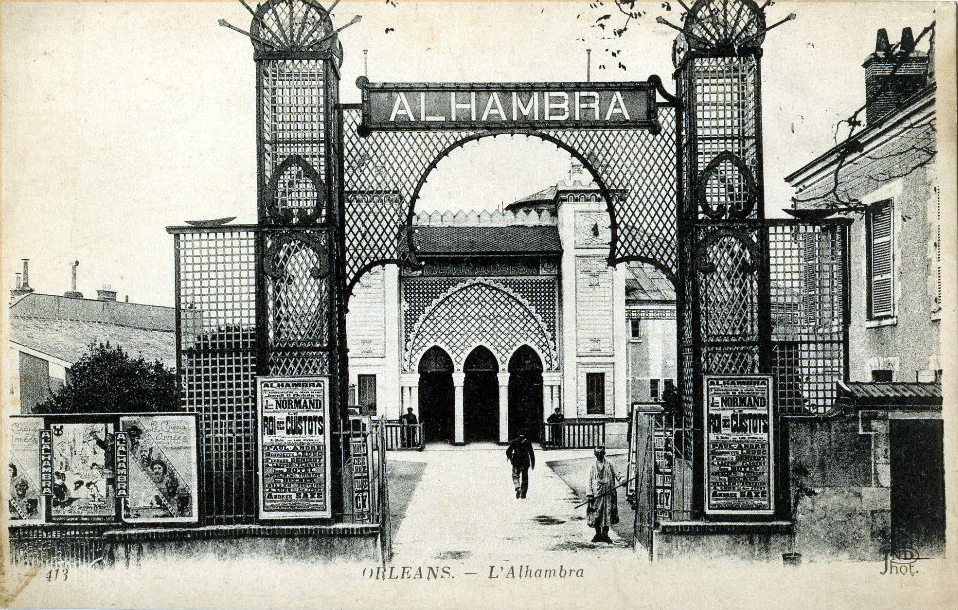
L'ancien théâtre de l'Alhambra (1911-1933) situé sur le boulevard Rocheplatte fait suite au cirque de l'architecte Mothiron et laissera sa place au cinéma Le Royal aujourd'hui disparu.

Vers 1800, le Théâtre des Variétés est aménagé dans un local attenant à l'église Saint-Aignan. Son activité est abandonnée car il est considéré comme mal situé.
Le Casino est un théâtre construit dans l'avenue de la gare en 1875. Il change de nom à plusieurs reprises : Apollo-Concert en 1911, Kursaal en 1914, American Palace en 1918, Apollo-théâtre en 1922. Son activité théâtrale cesse en 1938, date à laquelle il est transformé en cinéma,.
De 1886 à 1899, un cirque en bois accueille des compagnies itinérantes pendant la fête foraine d'Orléans se déroulant en juin. Pour éviter les démontage et remontage annuels, une structure, de 36 mètres de diamètre et 2 500 places, plus durable (ossature métallique, couverture en zinc, briques), est installée sur le boulevard Rocheplatte à partir de 1899. En 1911, le cirque est profondément remanié selon les plans de l'architecte Achille Mothiron et devient le théâtre de l'Alhambra. Le bâtiment est transformé en une grande salle de cinéma baptisée Le Royal en 1933.
En 1978, un théâtre de marionnettes est aménagé dans le parc Louis-Pasteur. Son activité est interrompue pendant deux ans puis est relancée au début des années 1980. Son activité est confiée à l'association La Tortue Magique, il est doté d'une salle de 100 places,.
En 1981, la municipalité de Saran, ville du nord de l'agglomération, accueille des représentations théâtrales dans une ancienne chapelle. L'édifice est désacralisé en 1993 et totalement rénové en 2000 et aménagé en théâtre. Il porte le nom de théâtre de la Tête noire.
La maison des arts et de la musique ouvre en 2008 dans le quartier Saint-Marceau, elle comporte une salle de spectacle de 200 places.
Le quartier d'Orléans-la-Source accueille le théâtre Gérard-Philipe doté d'une salle de 542 places.

## Description

### Théâtre de la place de l’Étape (1791-1979)
L'ancienne église Saint-Michel dans laquelle Lebrun fait aménager une salle de spectacles date du XVIe siècle. Elle est située sur la place de l’Étape, en face de l'hôtel Groslot, à proximité de la cathédrale Sainte-Croix.
L'édifice possède un plan rectangulaire, un chevet arrondi et une hauteur supérieure aux maisons attenantes. La façade est surmontée de statues représentant les muses de la musique, de la danse, de la comédie et de la tragédie.
La salle de 796 places sur trois niveaux possède un plan en fer à cheval et est réalisée principalement avec des matériaux de récupération. Son plafond est décoré en 1870 par le peintre français Hipollyte Lazerges.
À la suite du refus opposé aux divers projets proposés aux municipalités successives pour remplacer le théâtre existant, la ville choisit finalement de moderniser le théâtre de l’Étape en 1935 : consolidation par des structures en béton armé, installation de nouveaux fauteuils. La capacité d'accueil est augmentée de 50 places et le coût des travaux s'élève à 255 000 francs.

### Carré-Saint-VincentpuisThéâtre d'Orléans(depuis 1975)
Le complexe héberge trois salles de spectacle : la salle Vitez (213 places), salle Barrault (604 places) et salle Touchard (906 places).

## Identité visuelle

L'identité visuelle du théâtre depuis 2008